# SN 2011eo
SN 2011eo – supernowa typu II-P odkryta 13 kwietnia 2011 roku w galaktyce A164225+1649. W momencie odkrycia miała maksymalną jasność 17,40m.